# Дев'ята лінія (Сеульський метрополітен)
Дев'ята лінія (Сеульський метрополітен) (кор. 서울 지하철 9호선) — одна з ліній метро у столиці Південної Кореї, місті Сеул.

## Історія
Будівництво лінії розпочалося 3 квітня 2002 року, початкова ділянка «Гехва»-«Сіннонхьон» з 24 станцій відкрилася 24 липня 2009 року.

### Хронологія подальшого розвитку
- 24 травня 2014 — на діючій ділянці відкрита станція «Магогнару».
- 28 березня 2015 — розширення лінії на схід на 5 станцій, ділянка «Сіннонхьон»-«Спортивний комплекс».
- 1 грудня 2018 — розширення лінії на 8 станцій на схід, ділянка «Спортивний комплекс»-«Медичний центр VHS».

## Лінія
Маршрут лінії проходить паралельно рікі Хан. На лінії організований рух потягів двох видів; звичайні потяги та потяги-експрес що зупиняються лише на деяких станціях (звичайні складаються з 4 вагонів, експрес-потяги — шестивагонні). Здебільшого лінія побудована двоколійною, але за для організації руху експрес-потягів частина станцій має чотири колії що дає змогу експрес-потягам випереджати звичайні.

## Станції
Всі станції одразу відкривалися закритого типу, зі скляними дверима що відділяють платформу від потяга.
Станції з заходу на схід, жирним виділені станції на яких зупиняються експрес-потяги.
| Дев'ята лінія |                               |                  |                               |                        |                         |                                                             |                 |
| № станції     | Назва українською             | Назва корейською | Назва англійською             | Розташування           | Пересадка               | Тип                                                         | Дата відкриття  |
| 901           | «Гехва»                       | 개화             | «Gaehwa»                      | Район Кангсо, Сеул     |                         | Наземна з острівною платформою                              | 24 липня 2009   |
| 902           | «Міжнародний аеропорт Гімпхо» | 김포공항         | «Gimpo International Airport» | Район Кангсо, Сеул     | П'ята лінія AREX        | Підземна з однією острівною та однією береговою платформами | 24 липня 2009   |
| 903           | «Ринок аеропорту»             | 공항시장         | «Airport Market»              | Район Кангсо, Сеул     |                         | Підземна з береговими платформами                           | 24 липня 2009   |
| 904           | «Сінбангхва»                  | 신방화           | «Sinbanghwa»                  | Район Кангсо, Сеул     |                         | Підземна з береговими платформами                           | 24 липня 2009   |
| 905           | «Магогнару»                   | 마곡나루         | «Magongnaru»                  | Район Кангсо, Сеул     | AREX                    | Підземна з двома острівними платформами                     | 24 травня 2014  |
| 906           | «Янгчхонхянгкьо»              | 양천향교         | «Yangcheonhyanggyo»           | Район Кангсо, Сеул     |                         | Підземна з береговими платформами                           | 24 липня 2009   |
| 907           | «Гаянг»                       | 가양             | «Gayang»                      | Район Кангсо, Сеул     |                         | Підземна з двома острівними платформами                     | 24 липня 2009   |
| 908           | «Чингмі»                      | 증미             | «Jeungmi»                     | Район Кангсо, Сеул     |                         | Підземна з береговими платформами                           | 24 липня 2009   |
| 909           | «Дингчхон»                    | 등촌             | «Deungchon»                   | Район Кангсо, Сеул     |                         | Підземна з береговими платформами                           | 24 липня 2009   |
| 910           | «Йомчханг»                    | 염창             | «Yeomchang»                   | Район Кангсо, Сеул     |                         | Підземна з береговими платформами                           | 24 липня 2009   |
| 911           | «Сінмокдонг»                  | 신목동           | «Sinmokdong»                  | Район Янгчхон, Сеул    |                         | Підземна з береговими платформами                           | 24 липня 2009   |
| 912           | «Сонюдо»                      | 선유도           | «Seonyudo»                    | Район Йондингпхо, Сеул |                         | Підземна з береговими платформами                           | 24 липня 2009   |
| 913           | «Дангсан»                     | 당산             | «Dangsan»                     | Район Йондингпхо, Сеул | Друга лінія             | Підземна з острівною платформою                             | 24 липня 2009   |
| 914           | «Національна Асамблея»        | 국회의사당       | «National Assembly»           | Район Йондингпхо, Сеул |                         | Підземна з острівною платформою                             | 24 липня 2009   |
| 915           | «Йоїдо»                       | 여의도           | «Yeouido»                     | Район Йондингпхо, Сеул | П'ята лінія             | Підземна з береговими платформами                           | 24 липня 2009   |
| 916           | «Сетганг»                     | 샛강             | «Saetgang»                    | Район Йондингпхо, Сеул |                         | Підземна з береговими платформами                           | 24 липня 2009   |
| 917           | «Норянгчін»                   | 노량진           | «Noryangjin»                  | Район Донгчак, Сеул    | Перша лінія             | Підземна з береговими платформами                           | 24 липня 2009   |
| 918           | «Нодиль»                      | 노들             | «Nodeul»                      | Район Донгчак, Сеул    |                         | Підземна з береговими платформами                           | 24 липня 2009   |
| 919           | «Хиксок»                      | 흑석             | «Heukseok»                    | Район Донгчак, Сеул    |                         | Підземна з береговими платформами                           | 24 липня 2009   |
| 920           | «Донгчак»                     | 동작             | «Dongjak»                     | Район Донгчак, Сеул    | Четверта лінія          | Підземна з двома острівними платформами                     | 24 липня 2009   |
| 921           | «Кубанпхо»                    | 구반포           | «Gubanpo»                     | Район Сочхо, Сеул      |                         | Підземна з береговими платформами                           | 24 липня 2009   |
| 922           | «Сінбанпхо»                   | 신반포           | «Sinbanpo»                    | Район Сочхо, Сеул      |                         | Підземна з береговими платформами                           | 24 липня 2009   |
| 923           | «Автовокзал-Експрес»          | 고속터미널       | «Express Bus Terminal»        | Район Сочхо, Сеул      | Третя лінія Сьома лінія | Підземна з береговими платформами                           | 24 липня 2009   |
| 924           | «Сапхьонг»                    | 사평             | «Sapyeong»                    | Район Сочхо, Сеул      |                         | Підземна з береговими платформами                           | 24 липня 2009   |
| 925           | «Сіннонхьон»                  | 신논현           | «Sinnonhyeon»                 | Район Кангнам, Сеул    |                         | Підземна з однією острівною та однією береговою платформами | 24 липня 2009   |
| 926           | «Ончу»                        | 언주             | «Eonju»                       | Район Кангнам, Сеул    |                         | Підземна з береговими платформами                           | 28 березня 2015 |
| 927           | «Сончонгнинг»                 | 선정릉           | «Seonjeongneung»              | Район Кангнам, Сеул    | Пунданг                 | Підземна з береговими платформами                           | 28 березня 2015 |
| 928           | «Самсонг Чунганг»             | 삼성중앙         | «Samseong Jungang»            | Район Кангнам, Сеул    |                         | Підземна з береговими платформами                           | 28 березня 2015 |
| 929           | «Бонгинса»                    | 봉은사           | «Bongeunsa»                   | Район Кангнам, Сеул    |                         | Підземна з береговими платформами                           | 28 березня 2015 |
| 930           | «Спортивний комплекс»         | 종합운동장       | «Sports Complex»              | Район Сонгпа, Сеул     | Друга лінія             | Підземна з береговими платформами                           | 28 березня 2015 |
| 931           | «Самчон»                      | 삼전             | «Samjeon»                     | Район Сонгпа, Сеул     |                         | Підземна з береговими платформами                           | 1 грудня 2018   |
| 932           | «Сокчхон Кобун»               | 석촌고분         | «Seokchon Gobun»              | Район Сонгпа, Сеул     |                         | Підземна з острівною платформою                             | 1 грудня 2018   |
| 933           | «Сокчхон»                     | 석촌             | «Seokchon»                    | Район Сонгпа, Сеул     | Восьма лінія            | Підземна з острівною платформою                             | 1 грудня 2018   |
| 934           | «Сонгпханару»                 | 송파나루         | «Songpanaru»                  | Район Сонгпа, Сеул     |                         | Підземна з острівною платформою                             | 1 грудня 2018   |
| 935           | «Хансон Пекдже»               | 한성백제         | «Hanseong Baekje»             | Район Сонгпа, Сеул     |                         | Підземна з острівною платформою                             | 1 грудня 2018   |
| 936           | «Олімпійський парк»           | 올림픽공원       | «Olympic Park»                | Район Сонгпа, Сеул     | П'ята лінія             | Підземна з острівною платформою                             | 1 грудня 2018   |
| 937           | «Дунчхон Орьон»               | 둔촌오륜         | «Dunchon Oryun»               | Район Кангдонг, Сеул   |                         | Підземна з острівною платформою                             | 1 грудня 2018   |
| 938           | «Медичний центр VHS»          | 중앙보훈병원     | «VHS Medical Center»          | Район Кангдонг, Сеул   |                         | Підземна з однією острівною та однією береговою платформами | 1 грудня 2018   |

## Розвиток
Після відкриття 1 грудня 2018 року третьої черги, будуть закуплені додаткові вагони. Планується що з середини 2019 року лінію будуть обслуговувать лише шестивагонні потяги.

## Галерея

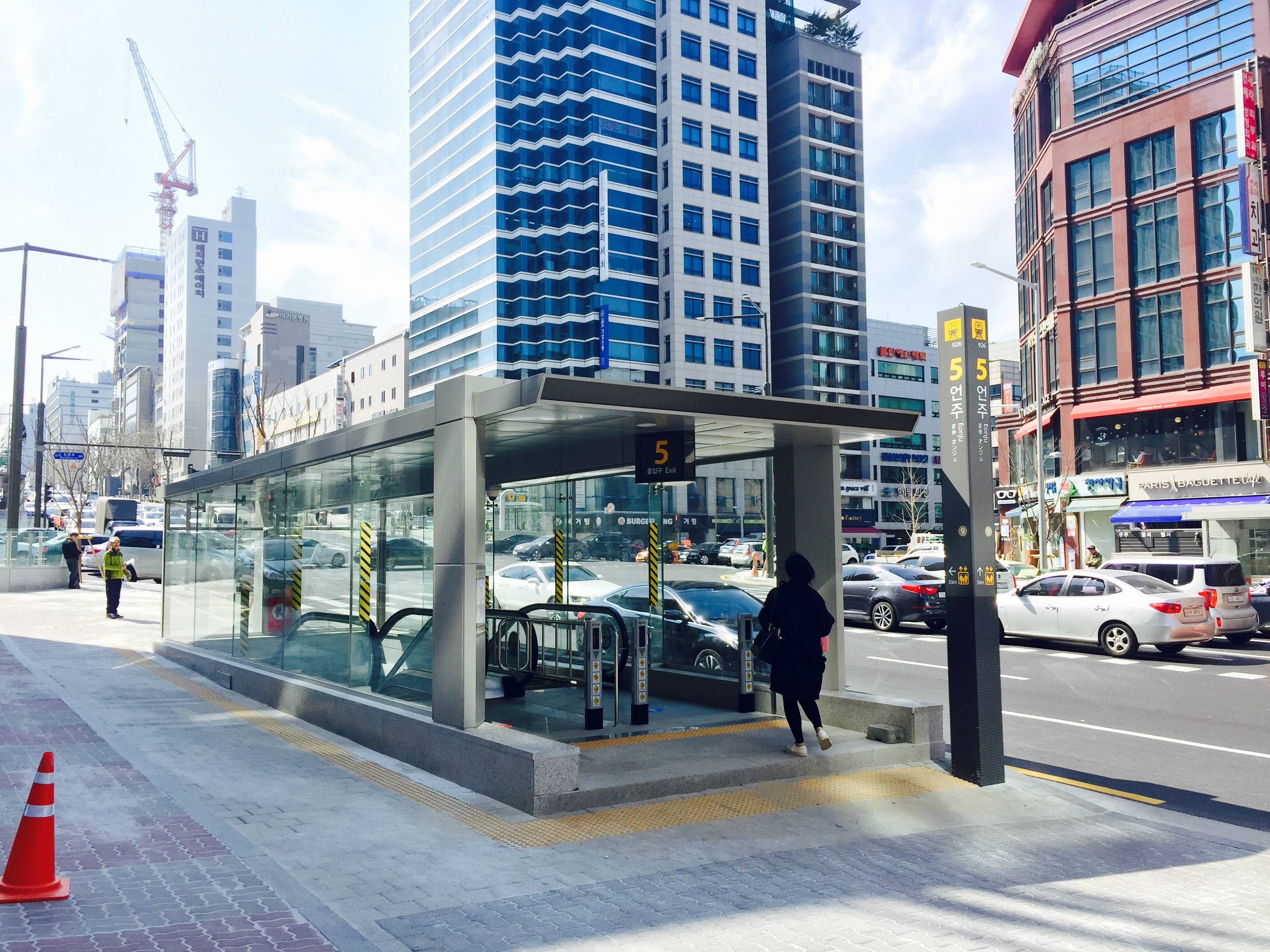
Один з виходів зі станції «Ончу»
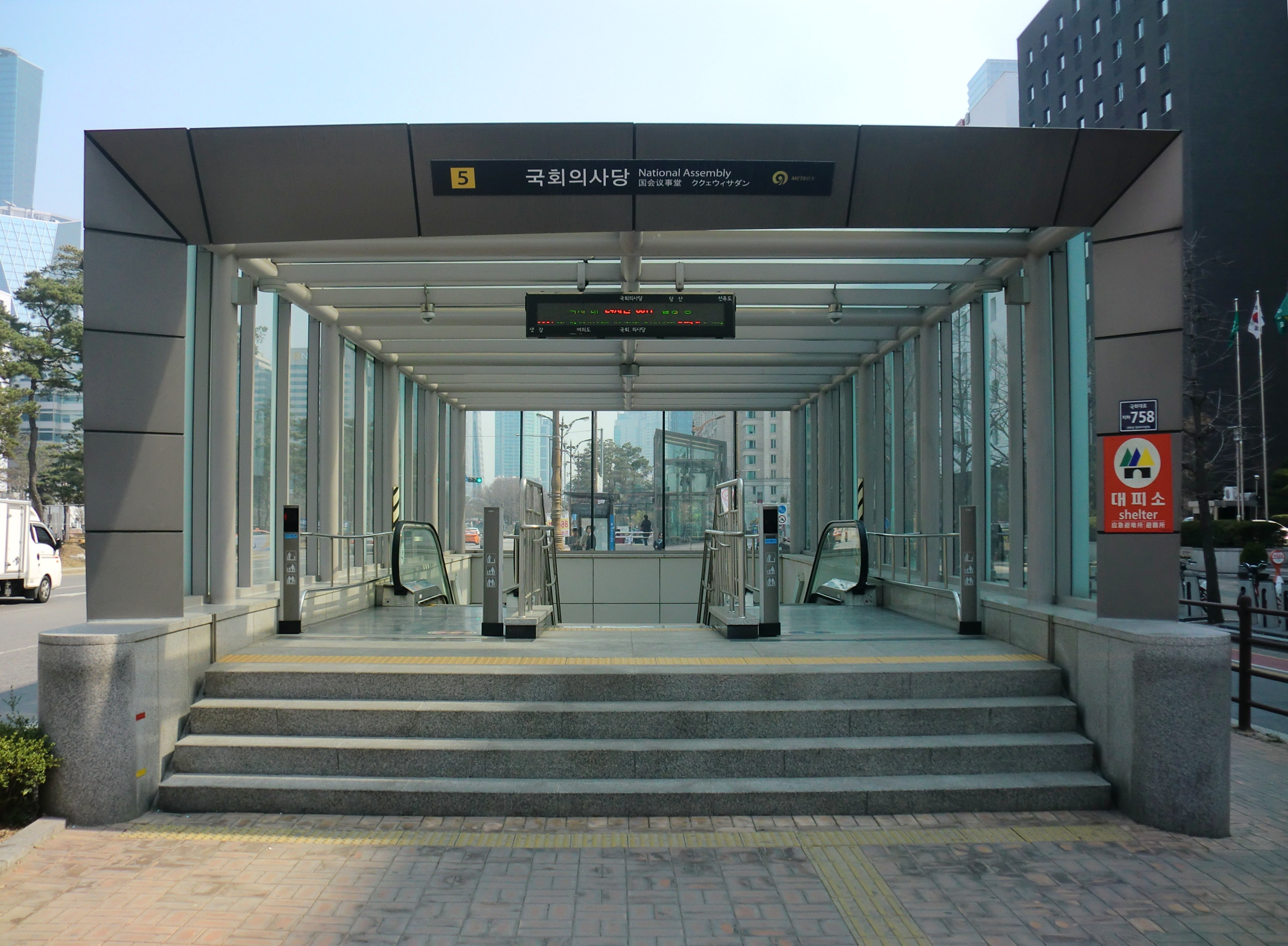
Один з виходів зі станції «Національна Асамблея»
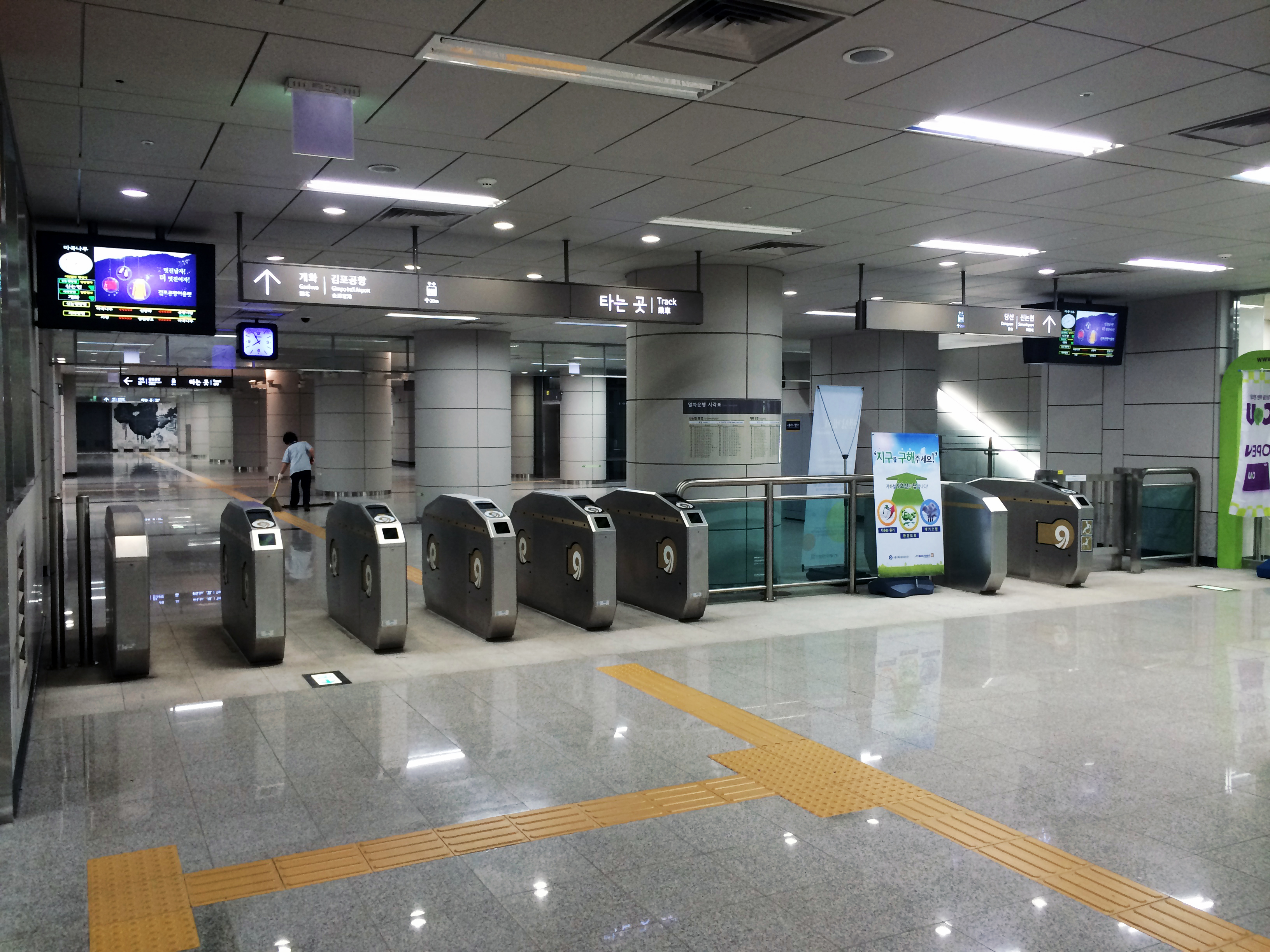
Вестибюль станції «Магогнару»
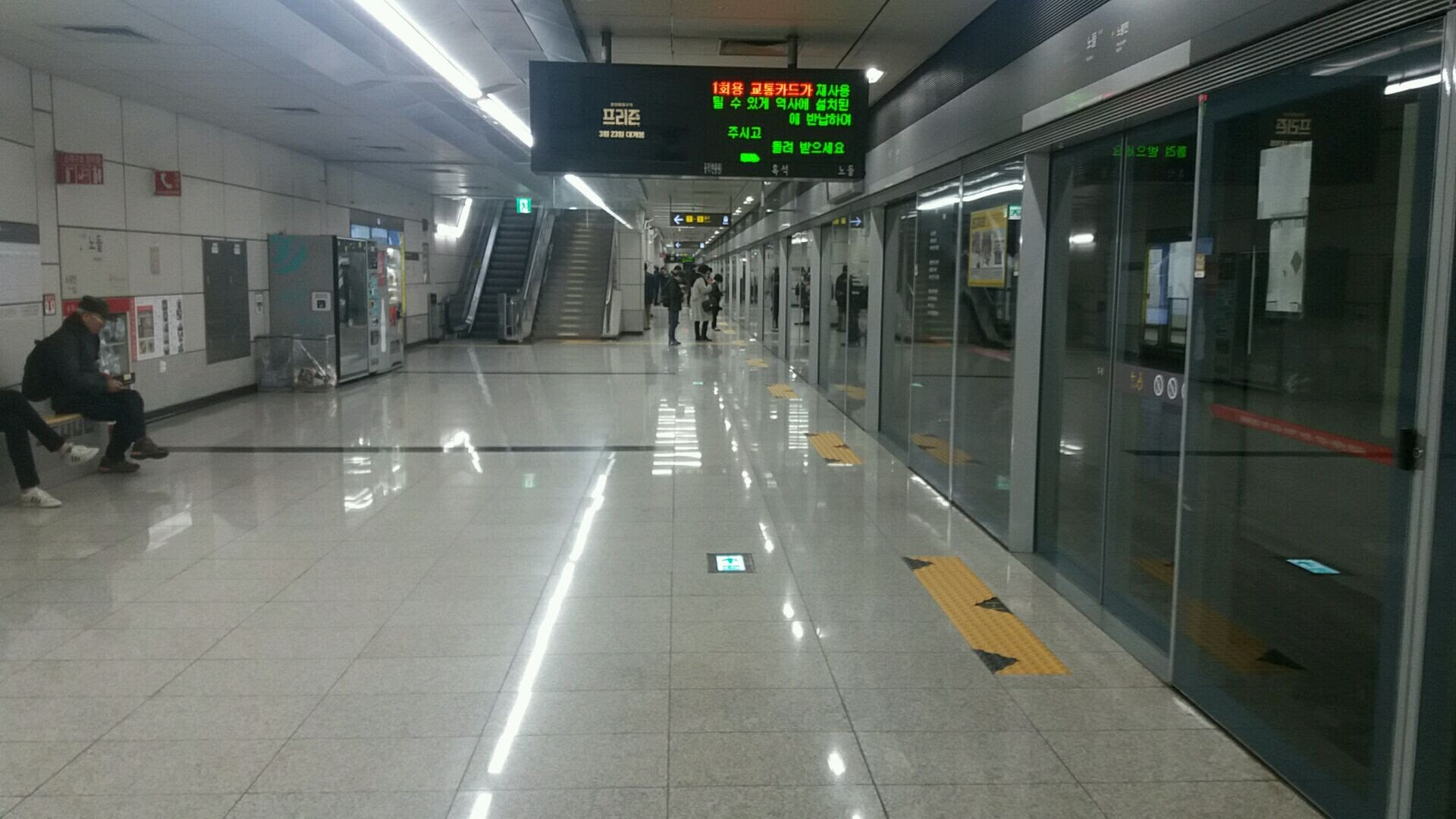
Платформа станції «Нодиль»